# ألكسندر فزنين
ألكسندر فزنين (بالروسية: Александр Александрович Веснин ؛ بالإنجليزية: Alexander Vesnin) معماري روسي (1883-1959) أحد رموز البنائية الروسية. كما كان معروف بأنه معماري، كان أيضا مصمم مسارح ورسام. اشتهر مع أخيه تحت اسم الأخوين فزنين في كثير من المشاريع المشتركة كان أهمها مشروع قصر العمال في موسكو.

## أسلوبه الفني والمعماري
بدأ فزنين وأنصاره بالابتعاد تدريجيا عن القضايا الشكلية بالفن، مؤثرين توجيه اهتمامهم نحو «الإنتاج الفعلي» للأشياء التي يمكن أن تعود بالنفع العام، وفي مقدمتها العمارة. وكانوا مؤمنين بأن الارتقاء بمستوى هذا الناتج الفعلي لايمكن أن يأتي، كما هو تقليديا، بطريق الحدس، اذيتوجب برأيهم التعامل مع التصميم بصورة اجرائية.
بالرغم من أن فزنين لم يتخل عن إهمامه بالقضايا الشكلية الفنية، إلا أن اعتماده هو وأنصاره للمنهج «الوظيفي» بشكل علني وصريح، أصبح السمة المميزة لمجموعته، المجموعة المعمارية المستقلة "OSA" التي أسسها عام 1924، والتي أصبحت النواة الرئيسية لما يعرف باسم الحركة البنائية.
اعتبر فزنين والبنائيون بشكل عام، أن عمل المعماري البنائي هو البحث وتطوير الأشكال التي يمكن بواسطتها تحديد الحيوز الفراغية التي يمكنها تسهيل تنظيم العمليات الحيوية الإنسانية (الاجتماعية) ضمن الشروط الإنتاجية التي تحكم اختيار المواد ونظم الإنشاء. ولكن أهمية ألكسندر فزنين تتعدى قدراته الأكاديمية والإدارية والتظيرية، إذ كان لمبانيه كثير من الطلبة إلى مرسمه في «فوتيماس» وفي «أنكوك»، والتحاقهم بالمجموعة المعمارية "OSA" التي أسسها لاحقا لتكون نواة للحركة البنائية.

## أعماله
من أهم تصماميم فزنين التصميم الذي قدمه لمسابقة تصميم قصر العمال في موسكو عام 1922، وقد كان من شروط المشروع أن يكون التصميم خاليا تماما من الاستعارات أو الإشارات التاريخية، وبالتالي لم يشترك بها كثير من المعماريين التقليديين، كما أحجم العقلانيون عن ذلك، بلغ اجمالي عدد التصاميم التي قدمت بالمسابقة خمسين تصميم، وبالرغم من عدم فوز تصميم فزنين بالجائزة الأولى بيد أن تأثيره على الطلبة وعلى المعاريين الطليعيين كان قويا.
تكون تصميم الأخوة فزنين من مجموعة من الحجوم البسيطة أهمها المدرج الرئيس الذي يستع لحوالي عشرة الآف شخص ضمن شكل إهليجي ضخم يعتمد إنشاؤه على الهياكل الإنشائية الخرسانية المسلحة وواجاهته من الجدران الستارية المستمرة المكونة من الحديد والزجاج. قدم فزنين بهذا المشروع حلا اجتماعيا جديدا يتجسدفي طريقة تنظيمه لفراغات المبن ككل متكامل بما من شأنه تأكيد «الخواص الرئيسية للبنائية السوفيتية».

## أعمال مختارة
- 1934 Commissariat of Heavy Industry Project
- 1930 Oilworkers' Club, Baku
- 1930-36 Likachev Palace of Culture, Moscow
- 1928 House of Film Actors, Moscow
- 1926 Mostorg department store, Moscow
- 1924 Leningradskaya Pravda project
- 1922-23 Palace of Labor project.